# Breakout (singel Foo Fighters)
Breakout – czwarty singel rockowego zespołu Foo Fighters z albumu There Is Nothing Left to Lose. Został wydany 18 września 2000 na dwóch płytach.

## Lista utworów

### CD1
1. „Breakout”
2. „Iron And Stone” (cover The Obsessed)
3. „Learn to Fly” (Live Sydney Australia, 24 stycznia 2000)

### CD2
1. „Breakout”
2. „Monkey Wrench” (Live Australia)
3. „Stacked Actors” (Live Australia)

## Skład
- Dave Grohl – wokal, gitara
- Nate Mendel – gitara basowa
- Taylor Hawkins – perkusja

## Listy przebojów
| Lista przebojów (2000) | Pozycja |
| ---------------------- | ------- |
| MegaCharts             | 63      |
| UK Singles Chart       | 29      |
| Modern Rock Tracks     | 8       |
| Mainstream Rock Tracks | 11      |